# Герб Кам'янки (Запорізька область)
Герб Ка́м'янки затверджений 7 квітня 2011 року рішенням сьомої сесії п'ятого скликання Більмацької селищної ради.

## Опис
Герб Кам'янки виконаний у вигляді щита із закругленою нижньою частиною, висота якого у співвідношенні до ширини дорівнює 8:7 та який накладено на декоративний позолочений картуш, що увінчаний срібною мурованою короною з тризубом.
Щит розділено на дві смуги: блакитного та зеленого кольору. На зеленому полі зображено брили граніту у вигляді невеликої гори, а на блакитному золотий орел із степовою гадюкою, зав'язаною вузлом у пазурах.
Щит — це символ розсудливості та захисту.

## Значення символіки
Срібна міська корона визначає статус населення, за правилами герботворення вона обов'язкова для селищ та молодих міст.
Орел із гадюкою в пазурах уособлює собою силу духу, твердість характеру та гордість місцевих мешканців, їх волю до перемоги над злом, прагнення до справедливості.
Зображення брил граніту у вигляді гори є символом основного промислового виробництва на території громади — виробництво щебеню та каменю з граніту, а також уособлює собою найвищу точку над рівнем моря та пам'ятку історії й археології — Бельмак-Могилу та історичну назву поселення Кам'янка.
Синій колір на гербі є символом миру, слави, честі, вірності та щирості.
Зелений колір є символом надії, достатку, свободи та уособлює собою сільське господарство — одну з основних галузей економіки селищної громади, яким із далекого минулого займалися місцеві жителі та рукотворні ліси, що розташовані поблизу селища.